# Byrds (album)
Pour le groupe, voir The Byrds.
Albums de The Byrds
Farther Along
(1971)
Singles
1. Full Circle (en)
Sortie : 11 avril 1973
2. Things Will Be Better
Sortie : 24 avril 1973
3. Cowgirl in the Sand
Sortie : juin 1973
4. Full Circle
Sortie : 8 août 1975

Byrds est le douzième et dernier album studio du groupe américain The Byrds, paru en 1973.
Il inclut notamment deux reprises de Neil Young, Cowgirl in the Sand et (See the Sky) About to Rain.
Il marque les retrouvailles des cinq membres originels du groupe, pour la première fois depuis 1966. Devant l'accueil tiède que lui réserve la critique et le public, cette réunion n'a pas de suites et marque la fin des Byrds.

## Fiche technique

### Titres
| 1. | Full Circle (en)      | Gene Clark                       | 2:43 |
| 2. | Sweet Mary            | Roger McGuinn, Jacques Levy (en) | 2:55 |
| 3. | Changing Heart        | Gene Clark                       | 2:42 |
| 4. | For Free              | Joni Mitchell                    | 3:50 |
| 5. | Born to Rock 'n' Roll | Roger McGuinn                    | 3:12 |

| 6.  | Things Will Be Better       | Chris Hillman, Dallas Taylor | 2:13 |
| 7.  | Cowgirl in the Sand         | Neil Young                   | 3:24 |
| 8.  | Long Live the King          | David Crosby                 | 2:17 |
| 9.  | Borrowing Time              | Chris Hillman, Joe Lala      | 2:00 |
| 10. | Laughing                    | David Crosby                 | 5:38 |
| 11. | (See the Sky) About to Rain | Neil Young                   | 3:49 |

### Musiciens

#### The Byrds
- Roger McGuinn : guitare solo guitare rythmique, banjo, Moog, chant
- David Crosby : guitare, chant
- Gene Clark : guitare rythmique, harmonica, tambourin, chant
- Chris Hillman : basse, guitare rythmique, mandoline, chant
- Michael Clarke : batterie, congas, percussions

#### Musiciens supplémentaires
- Wilton Felder : basse sur Cowgirl in the Sand
- Johnny Barbata : batterie sur Cowgirl in the Sand
- Dallas Taylor : congas, tambourin